# Les Z'awards de la télé
Les Z'awards de la télé (anciennement : En direct avec Arthur) est une émission de télévision française, de divertissement, diffusée en direct sur TF1, présentée par Arthur et diffusée à partir du 19 décembre 2014.

## Concept
Arthur propose de revenir sur le meilleur du pire de l'année télévisuelle. Accompagné de nombreux invités, le présentateur remettra des prix à ceux qui ont marqué l'année au travers de nombreuses catégories (le candidat le plus zen, le premier de la classe, les aléas du direct, la meilleure expression, les personnalités en surchauffe, la meilleure explication, la meilleure formulation, la meilleure réponse dans un jeu télé, la meilleure coiffure, le chat noir de l’année, la meilleure image étrangère, le ou la plus sexy), accompagnés de différents happening,.

## Participants
Ci-dessous, la liste des personnes ayant déjà reçu au minimum un award (si ce n'est pas précisé, la personne n'en a reçu qu'un).
- Karine Ferri (3 awards)
- Rayane Bensetti (3 awards)
- Cyril Hanouna (2 awards)
- Kev Adams (2 awards)
- Baptiste Giabiconi
- Sophie Davant
- Marc Emmanuel
- Sandrine Quétier
- Cyril Feraud
- Philippe Candeloro
- Moundir
- Baptiste Cordier
- Djibril Cissé
- Camille Lou
- Éric et Quentin
- Gad Elmaleh
- Évelyne Thomas
- Laurent Luyat
- Christophe Beaugrand
- Élodie Gossuin
- André Manoukian
- Thierry Moreau
- Igor et Grichka Bogdanov
- Nathalie Marquay-Pernaut
- Jeff Panacloc
- Michel Boujenah
- Issa Doumbia
- Arnaud Tsamere
- Caroline Ithurbide
- Julien Courbet
- Fanny Agostini
- Shy'm
- Laury Thilleman
- Dany Boon
- Amir
- Jarry
- Julien Lepers
- Samuel
- Gautier et Pilou
- Jérôme Benoît
- Thierry Olive
- Charles-Édouard Clément

Sources: ,,

## Résultats détaillés

### 1reédition(2014)
Voici toutes les catégories, avec les gagnants.
- Le candidat le plus zen : Baptiste Giabiconi
- La meilleure formulation : Sophie Davant
- La personnalité en surchauffe : Marc Emmanuel
- Le plus sexy : Rayane Bensetti
- La meilleure coiffure : Sandrine Quétier
- La plus sexy : Karine Ferri
- L'histoire la plus classe : Claudie, accompagnée de Cyril Feraud
- La meilleure explication : Philippe Candeloro
- La meilleure expression : Moundir
- Aléas du direct : Baptiste Cordier

Sources: 

### 2eédition(2015)
Voici toutes les catégories, avec les nommés. Les gagnants sont surlignés en vert.
Sources:,,

### 3eédition(2016)
Voici toutes les catégories, avec les nommés. Les gagnants sont surlignés en vert.
Sources: ,

## Audiences
| Chaîne | Émission | Jour et horaire de diffusion | Jour et horaire de diffusion     | Téléspectateurs | Parts de marché (sur les 4 ans et plus) | Référence |
| ------ | -------- | ---------------------------- | -------------------------------- | --------------- | --------------------------------------- | --------- |
| TF1    | 1        | Vendredi                     | 19 décembre 2014 (21:00 - 23:20) | 4 480 000       | 20,9 %                                  | [ 10 ]    |
| TF1    | 2        | Vendredi                     | 11 décembre 2015 (21:00 - 23:20) | 4 106 000       | 19 %                                    | [ 11 ]    |
| TF1    | 3        | Vendredi                     | 13 janvier 2017 (21:00 - 23:20)  | 2 970 000       | 15,3 %                                  | [ 12 ]    |

Légende :
- plus hauts scores d'audiences
- plus bas scores d'audiences